# Agroeca maghrebensis
Agroeca maghrebensis är en spindelart som beskrevs av Robert Bosmans 1999. Agroeca maghrebensis ingår i släktet Agroeca och familjen månspindlar. Inga underarter finns listade i Catalogue of Life.